# Mihai Vasile
Mihai Vasile (n. 12 octombrie 1961, București, România – d. 3 decembrie 2014) a fost un fotojurnalist și formator de talente din România, devenind, în timp, un reper în profesia de fotojurnalist.

## Biografie
Fotojurnalist, editor foto și co-fondator, în 2001, al Centrului Român pentru Jurnalism de Investigație (CRJI), Mihai Vasile și-a început cariera de fotoreporter în 1991, în redacția Curierului Național.  
Începând cu 1993, a organizat și condus departamentele foto ale celor mai importante publicații românești, precum Jurnalul Național, Evenimentul zilei și Cotidianul.
În perioada 2007-2011, Mihai Vasile a fost editor șef al departamentului foto din cadrul agenției de presă Mediafax.
A colaborat cu cele mai importante agenții de presă internaționale, precum Reuters, Associated Press și European Pressphoto Agency, fotografiile fiindu-i publicate în The Washington Post, The Telegraph, The Guardian, Daily Mail, Der Spiegel, Corriere della Sera, Vanity Fair Italia, Noticias24 și Russian Press Photo.
În 1996, Fundația Culturală Română i-a decernat premiul « Fotografia anului » la secțiunea Politic.
În perioada 2000-2014, a colaborat, în calitate de fotojurnalist freelancer, cu organizația pentru protecția animalelor Vier Pfoten International.
În noiembrie 2014, fotografia sa « Mirosul dulce al libertății » a obținut locul doi la categoria ONG, la prestigioasele premii PR-Bild Award, din Germania.
De-a lungul carierei sale, Mihai Vasile a intuit și cultivat talente, a instruit zeci de fotojurnaliști români, încurajându-i și îndrumându-i către abordarea jurnalistică a subiectelor. Mulți dintre fotoreporterii care au beneficiat de mentoratul său au devenit ulterior colaboratori ai unor publicații sau agenții internaționale prestigioase.
A militat și a reușit să impună importanța fotografiei în presa scrisă din România. Din punctul lui de vedere, fotografia este un document, o informație care sprijină și întregește articolul pe care îl ilustrează. De-a lungul carierei sale, Mihai Vasile a schimbat optica eronată prin prisma căreia fotografia era considerată doar un element menit să umple spațiul, doar un mod de a jongla vizual un text, cu scopul de a atenua monotonia acestuia.
A promovat rolul și importanța fotografiei în presa scrisă, susținând prelegeri în fața studenților de la Facultatea de Jurnalism și Științele Comunicării, din cadrul Universității București, fiind invitat la cursurile susținute de către colegii din cadrul Centrului Român pentru Jurnalism de Investigație Arhivat în 4 noiembrie 2016, la Wayback Machine. (CRJI).
Mihai Vasile a fost inițiatorul retrospectivelor fotografice de presă din România, acestea devenind, în timp, o tradiție și o formă de recunoaștere a talentului fotojurnaliștilor români. 
A organizat numeroase expoziții stradale (HD), expuse în exteriorul Muzeului Național de Artă din București, pentru a încânta ochiul trecătorilor și pentru a promova fotografia de presă.
A editat multiple albume foto, sub egida Evenimentului zilei și Mediafax, realizări inedite în România, care au încurajat și deschis o perspectivă nouă fotojurnaliștilor, conferind un suflu nou fotografiei de presă din România. 
În perioada 1986-1990, Mihai Vasile a realizat fotografii științifice în cadrul Institutului român de cercetare metalurgică.
Mihai Vasile a urmat cursurile Liceului de Cinematografie și ale Universității Politehnice din București.
Mihai Vasile a decedat în decembrie 2014, în urma unui atac cerebral suferit într-o misiune jurnalistică, efectuată pentru organizația Vier Pfoten International, în Fâșia Gaza.
În memoria lui Mihai Vasile, Centrul Român pentru Jurnalism de Investigație Arhivat în 21 iulie 2011, la Wayback Machine. (CRJI) a organizat, în anul 2015, concursul Premiile de fotografie « Mihai Vasile » Arhivat în 4 noiembrie 2016, la Wayback Machine..
În 2017, Centrul de Fotografie Documentară  a organizat primele granturi, oferite exclusiv pentru fotografie documentară Arhivat în 9 mai 2017, la Wayback Machine., în memoria fotojurnalistului Mihai Vasile.